# Antoine Giudici
Pour les articles homonymes, voir Giudici.
Antoine Giudici, né le 5 octobre 1848 à Castelnovo del Friuli en Italie et mort à Reims le 16 septembre 1894, est un mosaïste qui a exercé à Reims et à Paris. Décédé relativement jeune, sa veuve a poursuivi l’activité.

## Biographie
Antoine Gaïetan Bruno Giudici est né le 5 octobre 1848 à Castelnovo del Friuli en Italie. Il est le fils de Philippe Giudici (?,-1886) et de Marie Banasemi (?- ?).
Il installe son atelier à Reims vers 1880. Il se marie le 29 mai 1886, à Reims avec Eléonore Marie Marguerite Couchot (1858-1938).
Il restaure dans les années 1890 la « Mosaïque des combattants » qui est actuellement au Musée Saint-Remi de Reims,.
Il décède le 16 septembre 1894 à Reims et est inhumé au cimetière de l’Est de Reims. Son épouse, poursuit l’activité de mosaïste à Reims.

## Principales réalisations
Antoine Giudici a réalisé la décoration de plusieurs monuments rémois, comme les façades des 7 et 47 Rue Jeanne d’Arc, de la Maison Leboeuf au 11 Rue de Talleyrand à Reims, ainsi que le maître-autel de l’église Saint-Martin de Bazeilles.

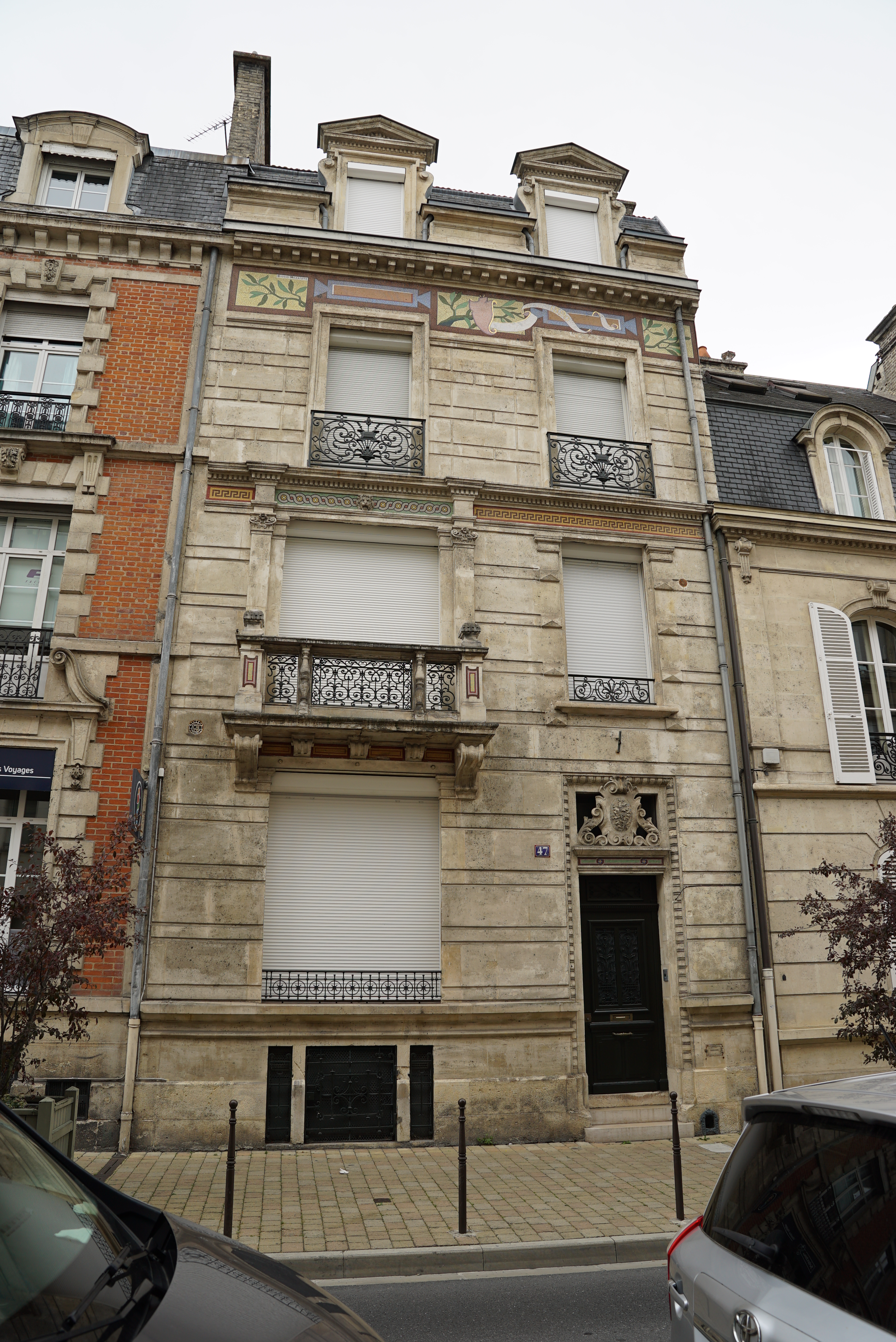
47 rue Jeanne d'Arc.
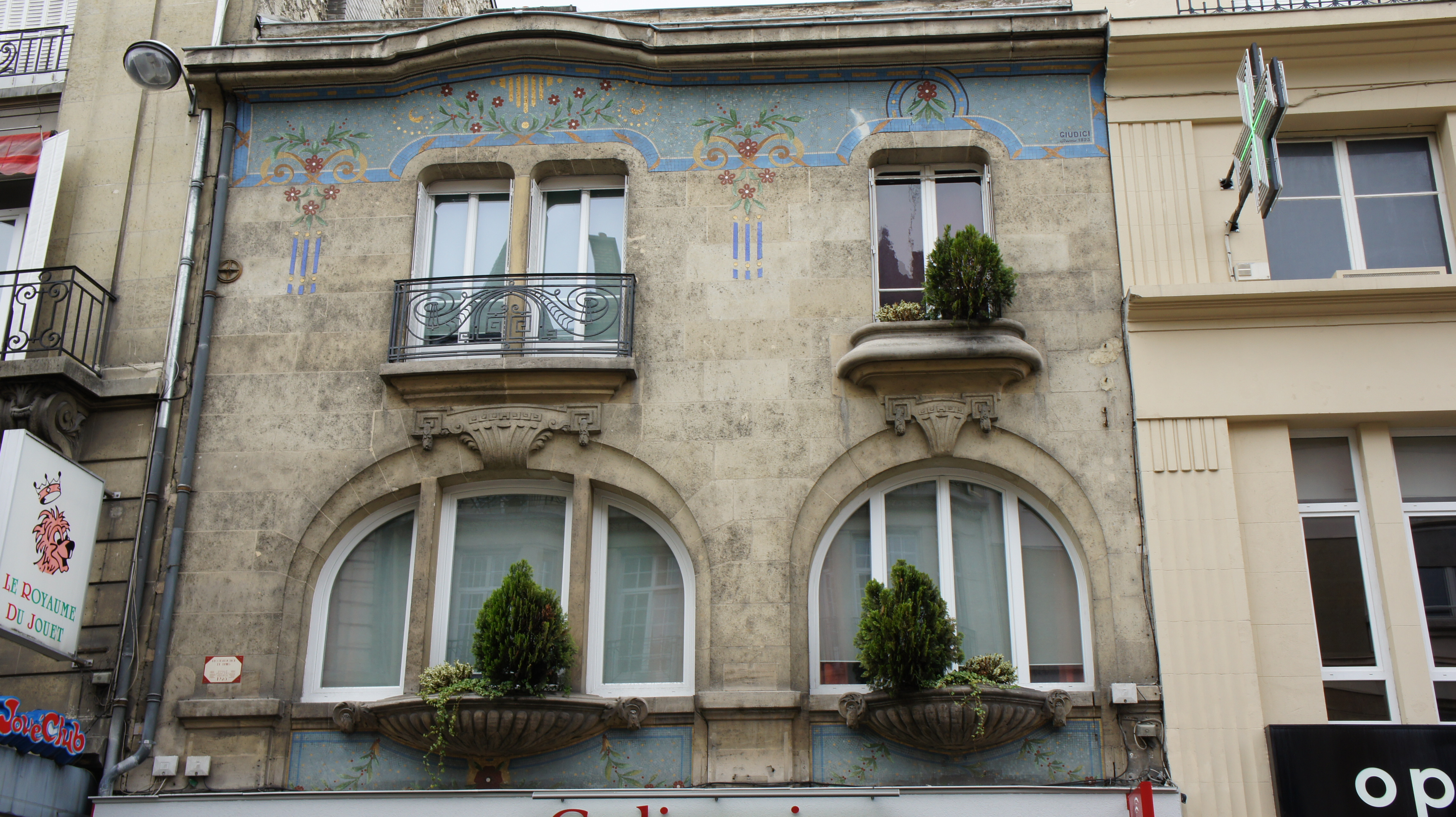
La Maison Leboeuf.